# Orofino (Pferd)
Orofino (geboren 1978 in Mönchengladbach) ist ein in Deutschland gezüchtetes Vollblut-Rennpferd und Gewinner des 112. Deutschen Derbys in Hamburg im Jahre 1981. Es war der überlegenste Derbysieger aller Zeiten, mit 12¾ Längen Vorsprung (Stand 2014).
Gezüchtet wurde Orofino auf dem Gestüt Zoppenbroich in Mönchengladbach-Rheydt von der Züchterfamilie Bresges. Sein ständiger Jockey war Peter Alafi.
Orofino, Sohn von Dschingis Khan und Ordinale, gewann neben dem Hamburger Derby den Großen Preis von Berlin. Sein Halbbruder Ordos siegte 1983 im Deutschen Derby. Trainer war jeweils Sven von Mitzlaff. Ein weiterer Sohn von Ordinale, Orfano, war 1986 Derby-Favorit, belegte aber am Ende den vierten Platz.
Orofino war das erste Rennpferd, das dreimal zum Galopper des Jahres gewählt wurde.
Sein Sohn Lorofino wurde Derby-Sieger in Norwegen und Schweden und Vincenzo gewann ein Gruppe-1-Rennen.